# Jamie Carragher
James ("Jamie") Lee Duncan Carragher (Bootle, 28 januari 1978) is een Engels voormalig betaald voetballer die als centrale verdediger zijn gehele carrière uitkwam voor Liverpool, van 1996 tot 2013. Hij speelde meer dan 30 interlands voor het Engels voetbalelftal waarin hij niet tot scoren kwam. Tegenwoordig is Carragher werkzaam als analist.

## Clubcarrière
Als twaalfjarige jongen sloot Carragher zich aan bij de jeugdelftallen van Liverpool, hoewel Carragher tijdens zijn jeugd lokale aartsrivaal Everton steunde. In 1996 won Carragher met Liverpool de FA Youth Cup. In oktober 1996 tekende Carragher zijn eerste profcontract bij Liverpool. Hij maakte zijn debuut een aantal maanden later, in een League Cup wedstrijd tegen Middlesbrough onder trainer Roy Evans. In zijn eerste match op Anfield scoorde Carragher met het hoofd een doelpunt tegen Aston Villa. Carragher brak door in de tijd dat ook Michael Owen doorbrak en maakte ook de eerste voetbalstappen van latere Liverpool-aanvoerder Steven Gerrard mee.
In het begin van zijn carrière werd Carragher op verschillende posities ingezet, wat ertoe leidde dat Carragher niet zeker was van een basisplaats. In het seizoen 2000/01-seizoen was Carragher als vaste linksback medeverantwoordelijk voor het behalen van de FA Cup, League Cup en UEFA Cup. Het daaropvolgende seizoen wist Liverpool ook de UEFA Super Cup en de FA Charity Shield te veroveren.
Onder trainer Rafael Benítez werd Carragher verplaatst naar het centrum van de verdediging, waar hij een duo vormde met Sami Hyypiä. Op deze positie wist Carragher zich te ontwikkelen waardoor hij de rest van zijn carrière als centrale verdediger zou doorbrengen. In het seizoen 2004/05 won Carragher met Liverpool de UEFA Champions League door AC Milan na strafschoppen te verslaan in Istanboel, na een legendarische comeback waarbij Liverpool drie doelpunten goedmaakte. Carragher speelde een cruciale rol in de gewonnen finale door een aantal doelkansen te voorkomen in de extra tijd. Carragher werd na dit seizoen gekroond tot speler van het seizoen bij Liverpool.
Carragher won in de loop der jaren met Liverpool nogmaals een FA Cup en Charity Shield in 2006 en een League Cup in 2012 waarna hij op 7 februari 2013 aankondigde zijn actieve voetbalcarrière te beëindigen aan het einde van het seizoen. Carragher speelde zijn laatste wedstrijd op 19 mei 2013 tegen het reeds gedegradeerde QPR, een wedstrijd die gewonnen werd met 1-0 dankzij een doelpunt van Philippe Coutinho. Carragher speelde in totaal 737 wedstrijden voor Liverpool waarin hij 4 keer tot scoren kwam.

## Internationale carrière
Carragher kwam 38 keer in actie voor de nationale ploeg van Engeland na eerder in de jeugdploegen gespeeld te hebben. Onder leiding van bondscoach Howard Wilkinson nam Carragher in 2000 met Engeland U21 deel aan het Europees kampioenschap in Slowakije. Hij ontving zijn eerste selectie voor de Engelse A-ploeg in 1999 en maakte zijn debuut als invaller in een wedstrijd tegen Hongarije. Door blessure miste hij het WK 2002. Tijdens de volgende toernooien van Engeland was Carragher geen basisspeler en op het WK 2006 was hij een van de spelers die voor Engeland faalde in de strafschoppenreeks tegen Portugal. Carragher besloot zich in 2007 te concentreren op zijn clubcarrière hoewel hij op het WK 2010 nog een laatste toernooi speelde met Engeland omwille van blessures bij enkele belangrijke spelers.

## Carrière
| Seizoen | Club      | Competitie     | Wedstrijden | Doelpunten |
| ------- | --------- | -------------- | ----------- | ---------- |
| 1996/97 | Liverpool | Premier League | 2           | 1          |
| 1997/98 | Liverpool | Premier League | 20          | 0          |
| 1998/99 | Liverpool | Premier League | 34          | 1          |
| 1999/00 | Liverpool | Premier League | 36          | 0          |
| 2000/01 | Liverpool | Premier League | 34          | 0          |
| 2001/02 | Liverpool | Premier League | 33          | 0          |
| 2002/03 | Liverpool | Premier League | 35          | 0          |
| 2003/04 | Liverpool | Premier League | 22          | 0          |
| 2004/05 | Liverpool | Premier League | 38          | 0          |
| 2005/06 | Liverpool | Premier League | 36          | 0          |
| 2006/07 | Liverpool | Premier League | 35          | 1          |
| 2007/08 | Liverpool | Premier League | 35          | 0          |
| 2008/09 | Liverpool | Premier League | 38          | 1          |
| 2009/10 | Liverpool | Premier League | 37          | 0          |
| 2010/11 | Liverpool | Premier League | 28          | 0          |
| 2011/12 | Liverpool | Premier League | 21          | 0          |
| 2012/13 | Liverpool | Premier League | 24          | 0          |
| Totaal  | Totaal    | Totaal         | 508         | 4          |

## Erelijst
Als speler
 Liverpool onder 18
- FA Youth Cup: 1995/96

 Liverpool
- UEFA Champions League: 2004/05
- UEFA Cup: 2000/01
- UEFA Super Cup: 2001, 2005
- FA Cup: 2000/01, 2005/06
- FA Charity Shield/Community Shield: 2001, 2006
- Football League Cup: 2000/01, 2002/03, 2011/12

Individueel
- PFA Premier League Team of the Year: 2005/06
- Liverpool Player of the Year Award: 1999, 2005, 2007
- Freedom of the Metropolitan Borough of Sefton: 2008
- Honorary Fellowship from Liverpool John Moores University: 2012